# 中村茱莉亞
中村茱莉亞（Júlia Nakamura，ID：Mayumi，2002年5月22日—），是位日裔巴西籍《英雄聯盟》職業選手，2019年在巴西的 INTZ e-Sports 中擔任輔助。，現為TSM旗下的實況主。

## 個人生涯
在尚未加入職業隊前，Mayumi 是巴西伺服器的菁英、宗師排位玩家，直至2019年8月與另一位女性中路選手 Yatsu 一起加入了 INTZ ，並在12月8日由巴西電競協會舉辦的 Superliga ABCDE 2019 中，在 INTZ 對上 Uppercut esports（UP，現為FURIA Uppercut）的 BO3 正式比賽中首次登板亮相，且三回合比賽中的成績相當亮眼，可惜在 INTZ 先得一分的情況下被逆轉而以1:2落敗。
而根據 INTZ 的消息，Mayumi 將會是他們2020年賽季陣容的一份子，同一年脱离INTZ。

## 外部連結
- 中村茱莉亞的Instagram帳戶
- 中村茱莉亞的哔哩哔哩个人空间